# Amphiesma xenura
Amphiesma xenura este o specie de șerpi din genul Amphiesma, familia Colubridae, descrisă de Wall 1907. Conform Catalogue of Life specia Amphiesma xenura nu are subspecii cunoscute.